# Femme au divan rose
Femme au divan rose – ou Odalisque sur un divan rose – est un tableau réalisé en 1921 par le peintre français Henri Matisse. Cette huile sur toile de la série des Odalisques représente une femme vêtue à l'orientale assise sur un divan de couleur rose, un pied encore au sol. Passée par la galerie Bernheim-Jeune, à Paris, l'œuvre est conservée depuis 1926 à l'Art Institute of Chicago, à Chicago, aux États-Unis à la suite d'un don de Frederick Clay Bartlett.